# Tobias Halland Johannessen
Tobias Halland Johannessen   (Drøbak, 23 d'agost de 1999) és un ciclista noruec, professional des del 2022 que corre amb l'equip Uno-X Pro.
Com el seu germà bessó, Anders, amb qui corre al mateix equip, s'havia iniciat en la bicicleta de muntanya i el ciclocrós abans de centrar-se en la carretera. Una lesió al genoll li havien impedit competir durant bona part de la temporada 2020.
En el seu palmarès destaca el Tour de l'Avenir del 2021, cursa en la què també guanyà dues etapes, i en què superà per tan sols set segons a l'espanyol Carlos Rodríguez. Aquell mateix any fou segon al Girobioi va prendre part en els Jocs Olímpics de Tòquio. El 2022 aconseguí la primera victòria com a professional a l'Étoile de Bessèges-Tour du Gard.

## Palmarès
- 2017
  - Vencedor d'una etapa al Tour te Fjells júnior
- 2021
  - 1r al Tour de l'Avenir i vencedor de 2 etapes
  - Vencedor de 2 etapes al Sazka Tour
- 2022
  - Vencedor d'una etapa a l'Étoile de Bessèges-Tour du Gard
- 2023
  - Vencedor d'una etapa a la Volta a Luxemburg

### Resultats al Tour de França
- 2023. 30è de la classificació general